# Julius Jahn & Sohn
Julius  Jahn & Sohn war eine Orgelbaufirma in Dresden (Sachsen). Das Familienunternehmen existierte von etwa 1907 bis 1933 und gehörte zu den führenden sächsischen Orgelbaufirmen seiner Zeit. Es wurde in dritter Generation von Johannes Jahn bis zu seinem Tod geführt und hatte seinen Sitz in der Josephinenstraße 18 (heute etwa bei der Josephinenstraße 4). Von den mehr als 40 Orgelneubauten sind bis auf die Orgel im Dresdner Johannisfriedhof heute keine Instrumente unverändert erhalten. Die Jahn-Orgel der Dresdner Versöhnungskirche wurde bei einer Restaurierung in den Jahren 2008–2011 dem ursprünglichen Zustand angenähert.

## Geschichte
Das Familienunternehmen wurde von dem aus Thüringen stammenden Johann Friedrich Nikolaus Jahn begründet. Er heiratete die Witwe von Carl August Kayser und führte dessen Werkstatt fort, die von Johann Christian Kayser gegründet worden war. Der Sohn Julius Ferdinand E. Jahn (* 31. Mai 1829 in Dresden; † 14. Oktober 1910 in Dresden) ist um 1861 als Geselle von Emil Wiegand nachgewiesen. Dessen Sohn Johannes Jahn (* 24. Januar 1868; † 21. Februar 1933) war wohl schon vor dem Tod des Vaters in der Firma einflussreich. Um 1900 fertigte das Unternehmen pneumatische Kegelladen, ab 1909 auch elektrische Trakturen. Johannes wurde 1904 zum „Königlich Sächsischen Hoforgelbauer“ ernannt. Im selben Jahr wurde er Teilhaber, ab 1910 Inhaber des Familienunternehmens, das etwa ab 1907 unter dem Namen „Julius Jahn & Sohn“ firmierte. Mit dem Tod von Johannes Jahn erlosch die Firma im Jahr 1933.

## Werk
Unter Johann Jahn wurden einige innovative technische Neuerungen in den Orgelbau eingeführt. So setzte er statt des Barkerhebels einen pneumatischen Arbeitsbalg ein und erfand 1911/1912 eine 20-fache Setzeranlage, die auf einem Lochkartensystem beruhte. Ab 1899 stellte er Pfeifen aus Porzellan her und schuf die erste Orgel mit Porzellanpfeifen. Neben über 40 Orgelneubauten wurden ebenso viele bestehende Orgeln umgebaut und Dispositionen geändert, darunter auch einige Orgeln von Gottfried Silbermann. Stilistisch sind die Werke der dritten Generation von der Spätromantik geprägt. Dass nicht viele Werke erhalten sind, hängt mit dem wandelnden Geschmack ab 1925 im Zuge der Orgelbewegung zusammen, aufgrund dessen Jahn-Orgeln ersetzt oder tiefgreifend umgebaut wurden. Anderen Instrumenten war keine Langlebigkeit beschieden, da minderwertiges Material verwendet wurde. Wieder andere Instrumente wurden im Zweiten Weltkrieg zerstört.

## Werkliste (Auswahl)
Die Größe der Instrumente ist durch die Anzahl der Manuale (römische Zahl) und die Anzahl der klingenden Register (arab. Zahl) angegeben. Ein selbstständiges Pedal ist durch ein großes „P“ gekennzeichnet. Eine Kursivschreibung zeigt an, dass die betreffende Orgel nicht mehr oder nur noch der Prospekt erhalten ist.
| Jahr          | Ort                      | Kirche                                 | Bild | Manuale | Register | Info |
| ------------- | ------------------------ | -------------------------------------- | ---- | ------- | -------- | --- |
| 1879          | Dorfhain                 | Evangelisch-Lutherische Kirche         |      | II/P    | 15       | nicht erhalten → Orgel |
| 1885          | Lockwitz                 | Schlosskirche Lockwitz                 |      | II/P    | 21       | Schröter/Jahn Orgel, nicht erhalten → Orgel |
| 1885          | Weixdorf (Ortschaft)     | Pastor-Roller-Kirche                   |      | II/P    | 16       | → Orgel |
| 1889          | Langenbach               | Michaeliskirche                        |      | II/P    | 13       | restauriert 2002 → Orgel |
| um 1900       | Leipzig                  | Paulinerkirche, Schulorgel             |      | II/P    | 8        | von Eule erweitert, 1968 vor der Sprengung ausgebaut, seit 1995 im Chorraum der Peterskirche Leipzig, aber weiterhin im Eigentum der Universität. → Orgel |
| 1906          | Pesterwitz               | St. Jakobus                            |      | II/P    | 23       | 1993 durch Neubau Orgelbau Wünning ersetzt, 4 alte Register und das Gehäuse werden übernommen → Orgel |
| 1907          | Gröba bei Riesa          | Ev.-luth. Kirche                       |      | II/P    | 25       | Hinter dem Prospekt von Johann Georg Friedlieb Zöllner (1795), 1978 Restaurierung und Dispositionsänderung durch Johannes Schubert |
| 1908          | Bernsbach                | Pfarrkirche zur Ehre Gottes            |      | II/P    | 29       | hinter dem Prospekt der Orgel von Trampeli; 1999 durch Neubau von Georg Wünning ersetzt |
| 1908          | Netzschkau               | Evangelische Schlosskirche             |      | II/P    | 29       | in den 1950er Jahren baufällig, 1956 teilweise instand gesetzt, 1980 abgebrochen, 1981 durch Umsetzung einer urspr. von von Schmidt & Berger stammenden Orgel ersetzt |
| 1909          | Wildbach bei Bad Schlema | Dorfkirche Wildbach                    |      | II/P    |          | Erweiterungsumbau der Orgel von Johann Andreas Hesse (1814) |
| 1909          | Dresden                  | Annenkirche                            |      | III/P   | 50       | nach dem Zweiten Weltkrieg verändert → Orgel |
| 1909          | Dresden-Striesen         | Versöhnungskirche                      |      | III/P   | 49       | Nach Umbau 1939 wurde die Orgel 2008–2011 in mehreren Bauabschnitten teilweise dem Originalzustand angenähert. Allerdings wurde die Doppelfunktion des Fernwerks (Kirche/Gemeindehaus) nicht wiederhergestellt, das Fernwerk erhielt eine pneumatische statt elektropneumatische Traktur und die Orgel einen neuen Spieltisch nach Bauform Wilhelm Sauer. → Orgel |
| 1910          | Rittmitz bei Ostrau      | Kirche Rittmitz                        |      |         | 12       | |
| 1910          | Obergruna                | Kirche Obergruna                       |      | II/P    | 12       | |
| 1910          | Nossen                   | Lehrerseminar                          |      | II/P    | 7        | von Johannes Jahn, Orgel 1951 umgesetzt von den Gebrüdern Jehmlich (Otto & Rudolf), Dresden nach Dresden/Gittersee, Paul-Gerhardt-Kirche → Orgel |
| um 1910       | Schmiedeberg             | Zur Heiligen Dreifaltigkeit            |      |         |          | |
| 1911          | Dresden-Tolkewitz        | Urnenhain Tolkewitz, Altes Krematorium |      | II/P    | 16       | 1947 durch Jehmlich erweitert; Umstellung auf elektropneumatische Traktur; 2014/2015 Restaurierung durch Ekkehart Groß → Orgel |
| 1912          | Pulsnitz                 | St. Nicolai                            |      | III/P   | 35       | pneumatische Kegellade; mehrfach umgebaut → Orgel |
| 1912          | Rabenau                  | St. Egidien                            |      | II/P    | 20       | |
| 1912          | Crandorf                 | Kirche Crandorf                        |      | II/P    | 23       | |
| 1904 und 1915 | Leipzig                  | Paulinerkirche                         |      | III/P   | 92       | Erweiterung der Orgel von Johann Gottlob Mende (1843) und Friedrich Ladegast (1874, III/P/66); 1968 mit Sprengung der Kirche zerstört |
| 1915–1916     | Oberbobritzsch           | St. Nikolai                            |      | I/P     | 13       | Eingreifender Umbau der Orgel von Gottfried Silbermann (1714–1716) → Orgel |
| 1915–1916     | Dresden                  | Frauenkirche                           |      | III/P   | 43       | Erweiterung der Orgel von Gottfried Silbermann (1732–1736) auf IV/P/65 und Umbau, Zerstörung 1945 → Orgel |
| 1917–1919     | Schellerhau              | Dorfkirche Schellerhau                 |      |         |          | nicht erhalten → Orgel |
| 1927          | Pirna                    | Marienkirche                           |      | III/P   | 56       | Erweiterung der Orgel von Friedrich Nikolaus Jahn (1842, II/P/44) hinter dem Jahn-Gehäuse von 1890; 1950 und 1979 von Eule umgebaut, 2005 restauriert; verändert erhalten → Orgel |
| 1928          | Dresden-Tolkewitz        | Johannisfriedhof                       |      | II/P    | 15       | einzige original erhaltene Jahn-Orgel → Orgel |
| 1929          | Dresden-Trachau          | Apostelkirche                          |      | II/P    | 20       | 1958 durch Neubau von Alexander Schuke ersetzt und in die St. Jodokus-Kirche Glösa überführt. Sanierungen erfolgten 1980, 2005. |
| 1929–1930     | Eckartsberga             | Stadtkirche                            |      | II/P    | 20       | |